# شهرستان آدامز (کلرادو)
شهرستان آدامز، کلرادو (به انگلیسی: Adams County, Colorado) یک سکونتگاه مسکونی در ایالات متحده آمریکا است که در کلرادو واقع شده‌است.

## خصوصیات
شهرستان آدامس ۳٬۰۶۶٫۵۶ کیلومترمربع مساحت دارد.